# Lijst van voetbalinterlands Britse Maagdeneilanden - Saint Kitts en Nevis
Deze lijst van voetbalinterlands is een overzicht van alle officiële voetbalwedstrijden tussen de nationale teams van de Britse Maagdeneilanden en Saint Kitts en Nevis. De landen speelden tot op heden vijf keer tegen elkaar. De eerste ontmoeting, een kwalificatiewedstrijd voor de Caribbean Cup 1998, werd gespeeld in Basseterre op 1 april 1998. Het laatste duel, een groepswedstrijd tijdens de CONCACAF Nations League 2024/25, vond plaats op 9 oktober 2024 in Basseterre.

## Wedstrijden
| № | Plaats      | Datum             | Competitie                      | Wedstrijd                        | Uitslag |
| - | ----------- | ----------------- | ------------------------------- | -------------------------------- | ------- |
| 1 | Basseterre  | 1 april 1998      | Caribbean Cup 1998 kwalificatie | St. Kitts-Nev. − Br. Maagdeneil. | 4 − 0   |
| 2 | Basseterre  | 20 maart 2004     | Vriendschappelijk               | St. Kitts-Nev. − Br. Maagdeneil. | 4 − 0   |
| 3 | Basseterre  | 25 september 2008 | Caribbean Cup 2008 kwalificatie | St. Kitts-Nev. − Br. Maagdeneil. | 4 − 0   |
| 4 | George Town | 10 september 2024 | CONCACAF Nations League 2024/25 | St. Kitts-Nev. − Br. Maagdeneil. | 2 − 0   |
| 5 | Basseterre  | 9 oktober 2024    | CONCACAF Nations League 2024/25 | Br. Maagdeneil. − St. Kitts-Nev. | 1 − 3   |

## Samenvatting
| Competitie                 | Totaal gespeeld | Winst Br. Maagdeneil. | Gelijk | Winst St. Kitts-Nev. | Doelsaldo Br. Maagdeneil. – St. Kitts-Nev. |
| -------------------------- | --------------- | --------------------- | ------ | -------------------- | ------------------------------------------ |
| CONCACAF Nations League    | 2               | 0                     | 0      | 2                    | 1 − 5                                      |
| Caribbean Cup-kwalificatie | 2               | 0                     | 0      | 2                    | 0 − 8                                      |
| Vriendschappelijk          | 1               | 0                     | 0      | 1                    | 0 − 4                                      |
| Totaal                     | 5               | 0                     | 0      | 5                    | 1 − 17                                     |

Wedstrijden bepaald door strafschoppen worden, in lijn met de FIFA, als een gelijkspel gerekend.
BVIFA · A-internationals · vrouwenelftal
Amerikaanse Maagdeneilanden ·
Anguilla ·
Antigua en Barbuda ·
Aruba ·
Bahama's ·
Barbados ·
Bermuda ·
Cuba ·
Curaçao ·
Dominica ·
Dominicaanse Republiek ·
Grenada ·
Guatemala ·
Haïti ·
Kaaimaneilanden ·
Montserrat ·
Puerto Rico ·
Saint Kitts en Nevis ·
Saint Lucia ·
Saint Vincent en de Grenadines ·
Suriname ·
Trinidad en Tobago ·
Turks- en Caicoseilanden
SKNFA · A-internationals · Vrouwenelftal van Saint Kitts en Nevis
1979 – 1989 · 
1990 – 1999 · 
2000 – 2009 · 
2010 – 2019 ·
2020 − 2029
Amerikaanse Maagdeneilanden ·
Andorra ·
Anguilla ·
Antigua en Barbuda ·
Armenië ·
Aruba ·
Bahama's ·
Barbados ·
Belize ·
Bermuda ·
Britse Maagdeneilanden ·
Canada ·
Costa Rica ·
Cuba ·
Curaçao ·
Dominica ·
Dominicaanse Republiek ·
El Salvador ·
Estland ·
Georgië ·
Grenada ·
Guyana ·
Haïti ·
India ·
Jamaica ·
Kaaimaneilanden ·
Mauritius ·
Mexico ·
Montserrat ·
Nicaragua ·
Noord-Ierland ·
Puerto Rico ·
Saint Lucia ·
Saint Vincent en de Grenadines ·
San Marino ·
Suriname ·
Taiwan ·
Trinidad en Tobago ·
Turks- en Caicoseilanden ·
Verenigde Staten